# Grafenschlag
Grafenschlag est une commune autrichienne du district de Zwettl en Basse-Autriche.